# Sehetepibre
Sehetepibre Sevesektavi, Sehetepibre I. ali Sehetepibre II. je bil  verjetno peti  ali deseti faraon Trinajste egipčanske dinastije,  ki je vladala v zgodnjem drugem vmesnem obdobju Egipta.

## Kronološki položaj
Kronološki položaj Sehetepibreja znotraj Trinajste dinastije ni povsem jasen.  V Torinskem seznamu kraljev, sestavljenem v zgodnjem ramzeškem obdobju, sta v 7. koloni, v kateri so predvsem vladarji iz Trinajste dinastije,   dva faraona z imenom Sehetepibre.  Prvi Sehetepibre je zapisan kot četrti faraon Trinajste dinastije, drugi pa kot osmi. Z uporabo samo Torinskega seznama kraljev se zato njegovega položaja ne da natančno določiti. 
Egiptologa Kim Ryholt in Darrell Baker postavljata Sehetepibreja na deseto mesto v dinastiji in mu pripisujeta dve leti vladanja od 1783 do 1781 pr. n. št. Prepričana sta, da je prvi Sehetepibre napaka, nastala s popačenjem imena Hotepibre Kemau Siharnedjheritef.  Sehetepibre Sevesektavi je zato umetno postal osmi  faraon, čeprav je bil deseti.
Detlef Franke in Jürgen von Beckerath vidita Sehetepibre Sevesektavija v prvem Sehetepibreju na Torinskem seznamu kraljev in ga zato postavljata na peto mesto v dinastiji. Drugega Sehetepibreja enačita s Hotepibre Kemau Siharnedžheritefom.

## Dokazi
Sehetepibre je bil dolgo časa znan samo s Torinskega seznama kraljev in enega samega valjastega pečatnika iz lapisa lazuli. Pečatnik neznanega porekla je bil v zasebni zbirki v Kairu in leta 1926 prodan   Metropolitanskemu mueju umetnosti, kjer je zdaj razstavljen. Na pečatniku je Sehetepibrejev priimek in posvetilo "Hator, gospodarici [Biblosa]". Na njem je tudi ime guvernerja Biblosa Jakin-Iluja, napisano v klinopisu. Arheolog William F. Albright  je poskusil Jakin-Iluja poistovetiti z guvernerjem Jakinom, dokazanim na steli iz Biblosa, na kateri njegov sin  Jantinu sedi na prestolu ob kartuši faraona Neferhotepa I. Če je  Albrightova hipoteza pravilna, je bil Sehetepibre od Neferhotepa I. oddaljen  eno generacijo.
Glavni primarni dokaz za Sehetepibre je stela, odkrita v rudniku galenita v Gebel el-Zeitu na Sinaju in objavljena leta 1980. Na steli sta ime faraona Sehetepibreja in Horovo ime Sevesektavi.  Stela je iz njegovega obdobje in zato potrjuje njegov obstoj.
V kršju severne  piramide na pokopališču v el-Lištu so odkrili dva skarabeja s Sehetepibrejevim imenom, zapisanim brez kartuše in vladarskega naslova. Skoraj enaka skarabeja so odkrili tudi v Tell el-ʿAjjulu v kontekstu srednje bronaste dobe, vzporedne drugemu vmesnemu  obdobju v Egiptu. Pripadnost teh skarabejev istemu lastniku ni potrjena.